# Apatophysis barbara
Apatophysis barbara là một loài bọ cánh cứng trong họ Cerambycidae.